# Eustacio Chamorro
Eustacio Chamorro fou un futbolista paraguaià.

## Selecció del Paraguai
Va formar part de l'equip paraguaià a la Copa del Món de 1930, però no disputà cap partit.